# 爆弾酒
爆弾酒（日本語：ばくだんしゅ）は、ビールの中にアルコール度数の高い酒が入ったショットグラスを沈めたもの、あるいはそれを飲む習慣のことである。
1. 韓国：本項目では主にこれについて記述する。ウイスキーとビールを用いた韓国のカクテル[1]。ウイスキーや焼酎などの蒸留酒をビールやワインなどの醸造酒で割って作ったものも爆弾酒と呼ばれる。また、このカクテルを飲む慣習のことも含む。ボイラー・メーカーが原点と推測される[1]。
2. 日本：ショットグラスにいれた焼酎をビヤグラスに沈めて飲むという簡略な飲み方。韓国のような飲み方のバリエーション（後述）はない。また、戦前戦後多く出まわった粗製焼酎のことを「爆弾（ばくだん）」と呼ぶが、これとは関係ない（バクダンを参照）。

## 飲み方
ボイラー・メーカーにほぼ等しい。基本的なスタイルは、ビアタンブラーやジョッキに注いだビール（爆薬）の中に、ウイスキーを入れた小さなコップ（「雷管」）を落とす。サケ・ボムと同じで、指で突付いたり、テーブルを叩いたりして落とす。また、単純に両者を混ぜるだけのこともある。通常はこれを一気飲みする。飲み干した後、ジョッキを頭上に掲げて振り、カラカラと音をさせて残らず飲み干したと座に示すこともある。アルコール度数が比較的高く、ビールの炭酸がアルコールの吸収を早めるので酔いやすいとされる。後述するように酒宴の余興として多くのバリエーションが生まれている。ウイスキーの代わりにソジュ（韓国焼酎）で作るものは“焼麦（ソメク、소맥、somaek）”と呼ばれて、英語では“soju bomb”と呼ばれる。このほか、ビールのかわりにワインを使うものも登場している。
爆弾酒は、ナイトクラブやルームサロンなどの個室カラオケ系の店で行われる二次会で多く見ることができる。特に上司や先輩、大学教授など目上の人が作って飲ませる場合には、無条件で一気に飲み干さなければならない。儒教秩序による上下関係と、韓国特有の恨文化の両方が影響しあって生まれた飲酒文化といえるが、飲ませる側の節度しだいで容易にアルコールハラスメントとなる大変危険な飲み方である。爆弾酒に興ずるあまり泥酔した議員や高級官僚、軍人らによる舌禍事件、乱闘事件なども起きている。

## バリエーション
蒸留酒の種類、蒸留酒とビールの割合、ショットグラスの落とし方などで以下のようなバリエーションが生まれている。
忠誠酒
ビールの入ったタンブラーの上に箸を渡してショットグラスを置く。「忠誠（チュンソン、충성、chungseong）！」と叫んで頭をテーブルに打ちつけ、振動でショットグラスを落とす。「頭突き酒」とも呼ばれ、新入社員の歓迎会などで多用される。
ゴルフ酒
複数のタンブラーを並べ、その上に箸などを使ってウイスキーを入れたストレートグラスを同じ数だけ置く。一番端のショットグラスを押してドミノ倒しの要領で各タンブラーに一つずつきれいに落とすとそれだけで盛り上がるが、箸やマドラー、スプーンなどでゴルフのショットのように叩いて、うまくいくと「ナイスショット！」という賞賛を浴びて、場はさらに盛り上がる。
旋風酒（トルネード）
タンブラーにビールとウイスキーを入れてナプキン数枚で蓋をし、掌でふさぐように持ったまま手首のスナップを利かせて中身を回転させる。途中でぐっと手を伸ばすと中で渦巻きが発生している。濡れたナプキンは壁や天井に向かって投げ、くっつける。映画『ほえる犬は噛まない』（2000年／ポン・ジュノ監督）で印象的に描かれている。
タイタニック酒
タンブラーのビールに空のショットグラスを浮かべ、そこに順番で少しずつウィスキーを注いでいくゲームである。いっぱいになったショットグラスが沈むさまがタイタニックの沈没に喩えられている。もちろん沈めた者が飲むことになる。

## 歴史
軍人らが最初に始めたというのは俗説。1983年、江原道の軍、検察、国家安全企画部、警察などの地域機関長の集まりで初めて行われたとされ、当時春川地検長だった朴熺太（後に法相、国会議長を歴任）が広めたということが定説になっている。 特に上命下服の検察文化を背景に検察内で非常に流行したが、今日ではこうした認識を変えるために爆弾酒を忌避していると言われる。
2005年には韓国国会で与野党議員43人が参加した「爆弾酒掃討クラブ」が創立された。当時国会副議長であった朴熺太も「爆弾酒掃討クラブ」に勧誘されたが「爆弾酒党首である私が転向して加入してどうなる」と述べて加入を断っている。

## 関連する逸話
北朝鮮の金正日の義弟で側近の張成沢が、2004年2月頃に失脚したと伝えられていたが、その後金正日が韓国側に「韓国訪問時に爆弾酒を毎日のように飲んで体を壊したため、休養させていた」と説明していたことが伝えられた。ちなみに、張成沢は朝鮮労働党都市開発担当書記として中央部に復帰したことが伝えられたものの、2013年12月に粛清・処刑された。